# Cosmosoma purutha
Cosmosoma purutha là một loài bướm đêm thuộc phân họ Arctiinae, họ Erebidae.